# چارلز دبلیو. کینگ

کشتی موریسون، متعلق به چارلز دبلیو. کینگ

چارلز دبلیو. کینگ (انگلیسی: Charles W. King؛ یک بازرگان اهل ایالات متحده آمریکا در گوانگ‌ژو بود شهرت وی به این علت است که او به بهانه به کشور خود برگرداندن هفت تبعه ژاپن، سعی کرد تا تجارت را با ژاپن آغاز کند. در این کشتی ۷ ژاپنی در ماکائو همراه کشتی شده بودند و اوتوکیچی نیز یکی از این هفت نفر ژاپنی بود و میسیونر مسیحی ساموئل ولز ویلیامز نیز سوار بر این کشتی بود. پهلو گرفتن کشتی وی در سال ۱۸۳۷ منجر به حادثه موریسون شد. در این حادثه کشتی توسط شلیک توپ از آبهای ژاپن رانده شد. این کار مطابق با دستور دفع کشتی‌های خارجی بود که فرمان آن در سال ۱۸۲۵ صادر شده بود.